# Cốc đế
Cốc đế (danh pháp hai phần: Phalacrocorax carbo) là một loài chim cốc thuộc họ Cốc. Nó sinh sản ở phần lớn các khu vực Cựu Thế giới và bờ biển Đại Tây Dương của Bắc Mỹ.
Đây là một loài chim lớn màu đen, nhưng có một sự khác biệt lớn về kích thước trong các phạm vi phân bố. Trọng lượng được ghi nhận từ 1,5 kg đến 5,3 kg, với phạm vi điển hình 2,6-3,7 kg. Chiều dài có thể dao động trong khoảng 70–102 cm và sải cánh dài 121–160 cm. Loài chim này có đuôi hơi dài và cổ họng có mảng màu vàng. 
Thân và cổ dài. Mỏ thuôn tròn, đầu chóp hơi phình to và có móng cong sắc. Chân ngắn nằm xa về phía sau thân, giữa các ngón có màng bơi. Đuôi khá dài. Cánh to rộng, sải cánh dài. Bộ lông màu đen có ánh xanh lục pha tím đỏ ở phần đầu, cổ, mặt trên thân và đuôi. Phần má quanh mắt và ức có một vệt khá rộng, màu trắng.
Tại Việt Nam, cốc phân bố ở các tỉnh đồng bằng, vùng núi thấp thuộc Bắc Bộ và Nam Bộ, nhất là khu vực rừng ngập mặn tỉnh Minh Hải. Thường sống ở các vực nước, hồ lớn, sông suối có nhiều cá.
Trong y học cổ truyền và kinh nghiệm dân gian Việt Nam, chim cốc được dùng với tên thuốc là lư từ hay lộ từ.

## Hình ảnh

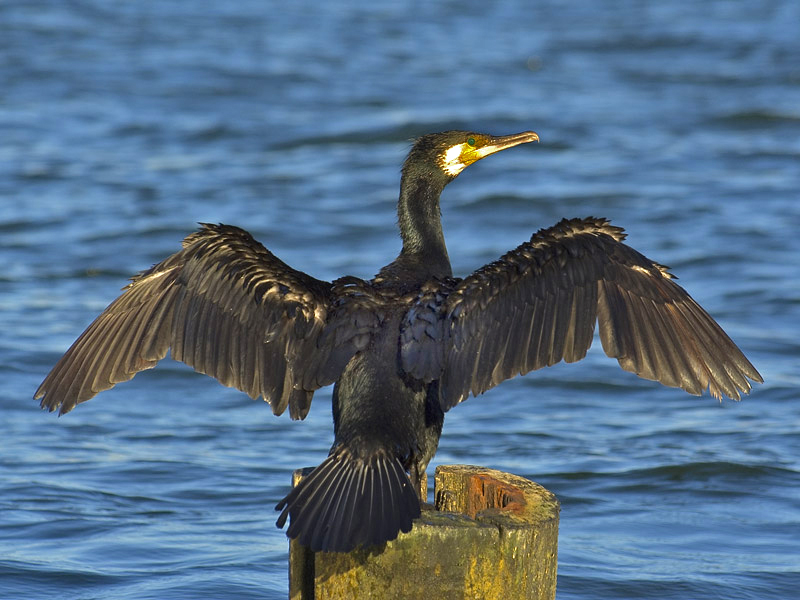
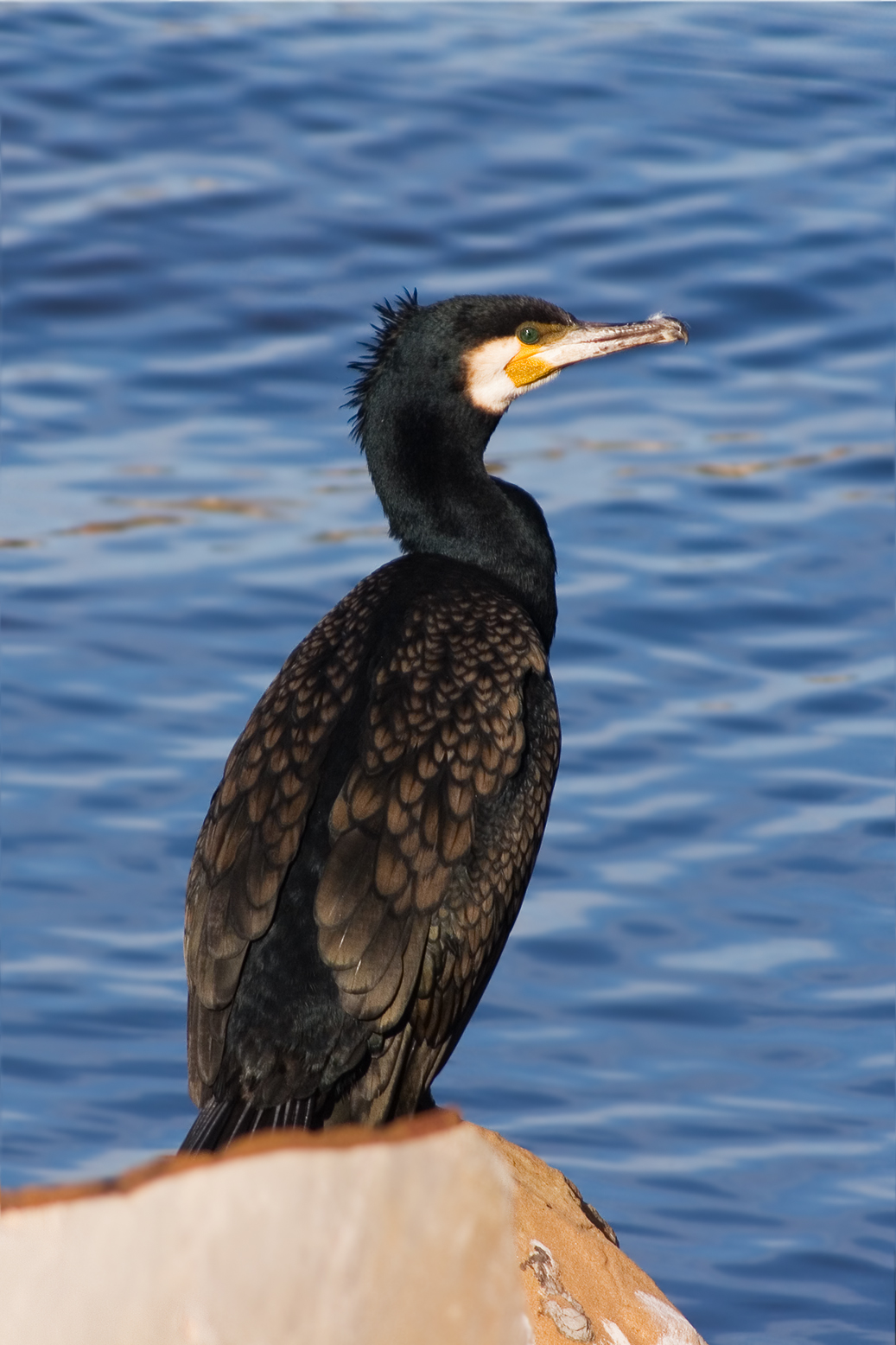
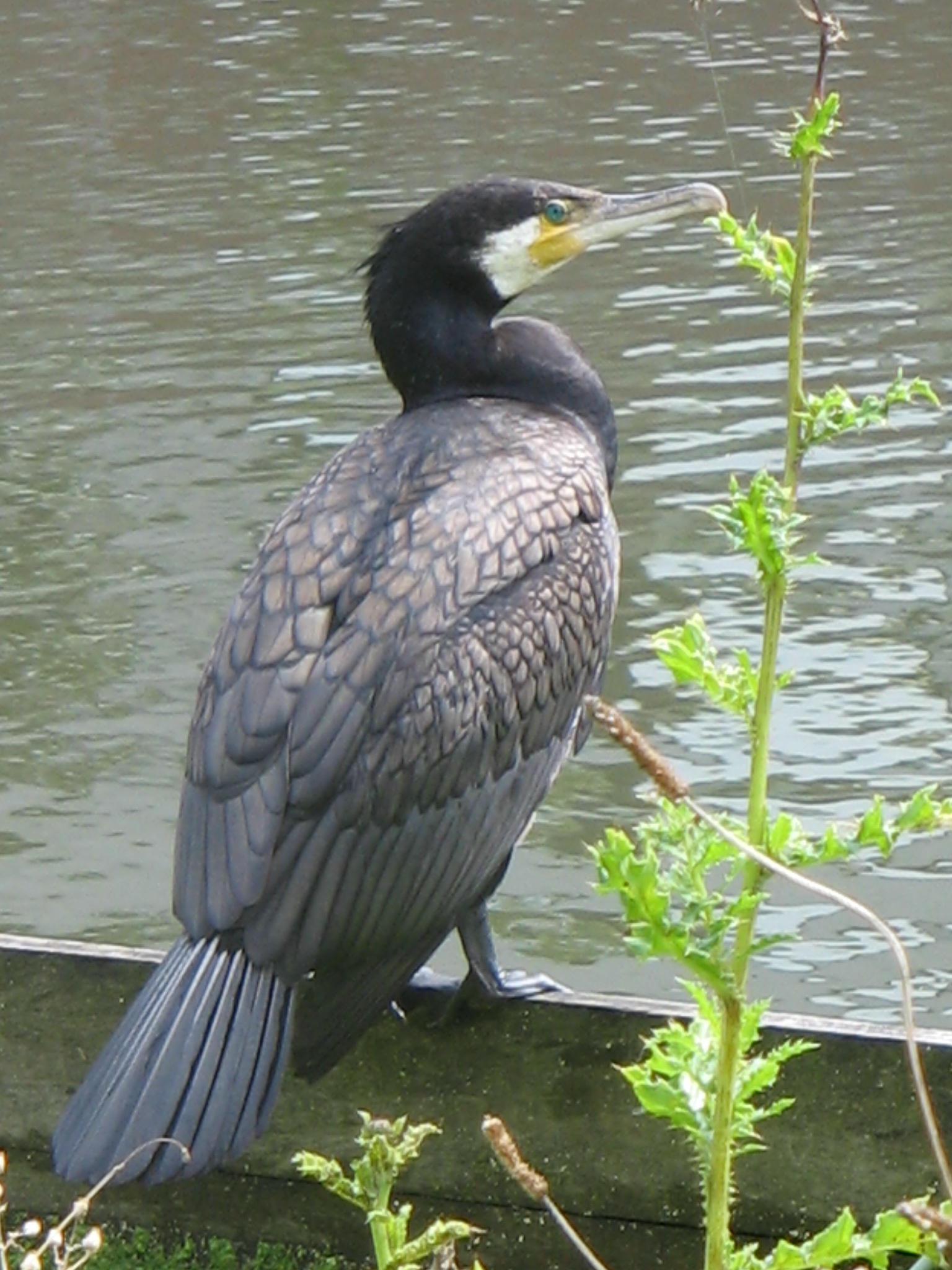
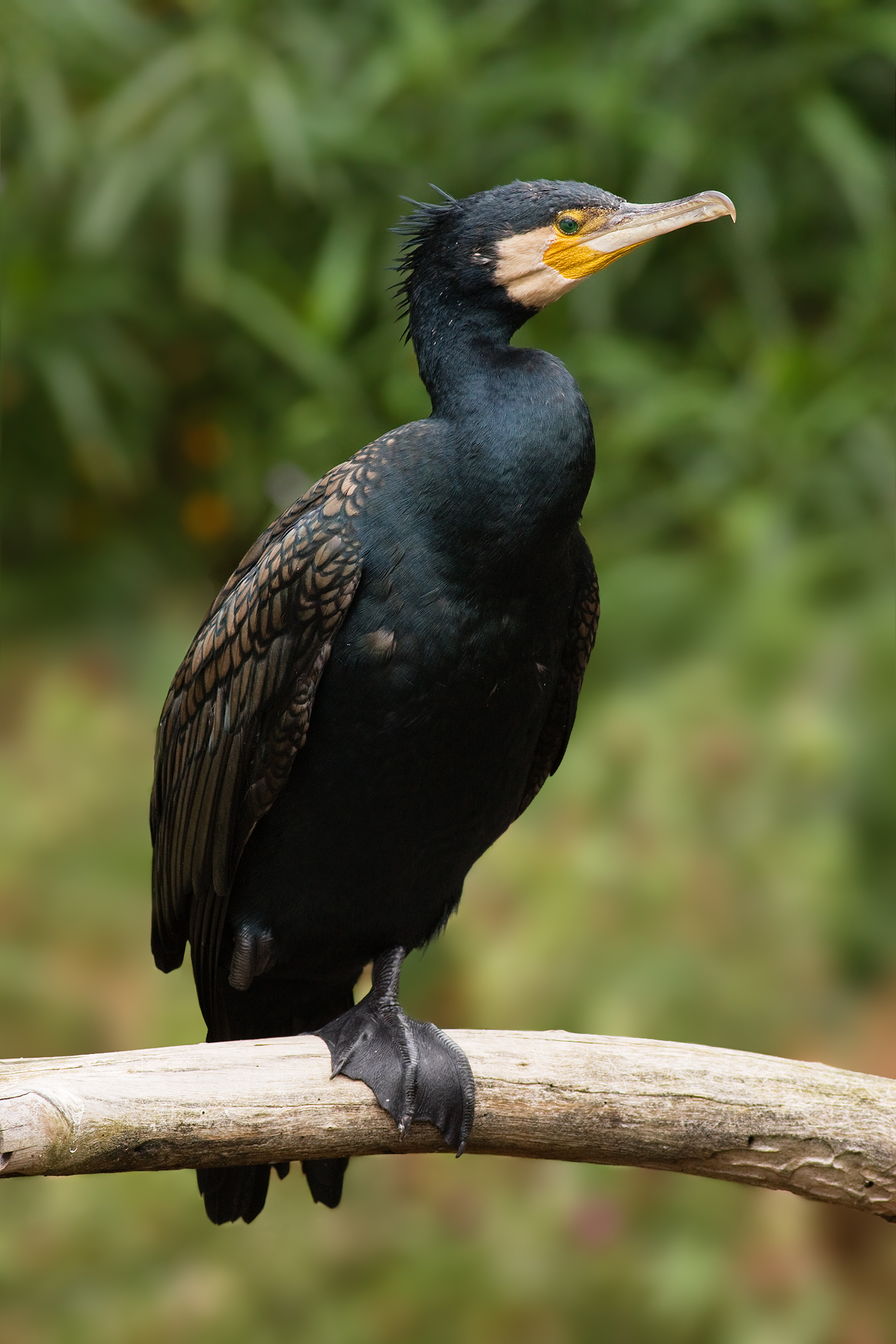
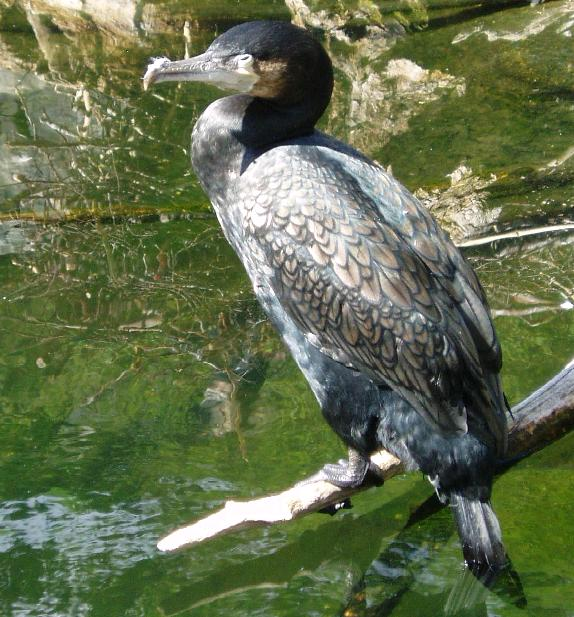
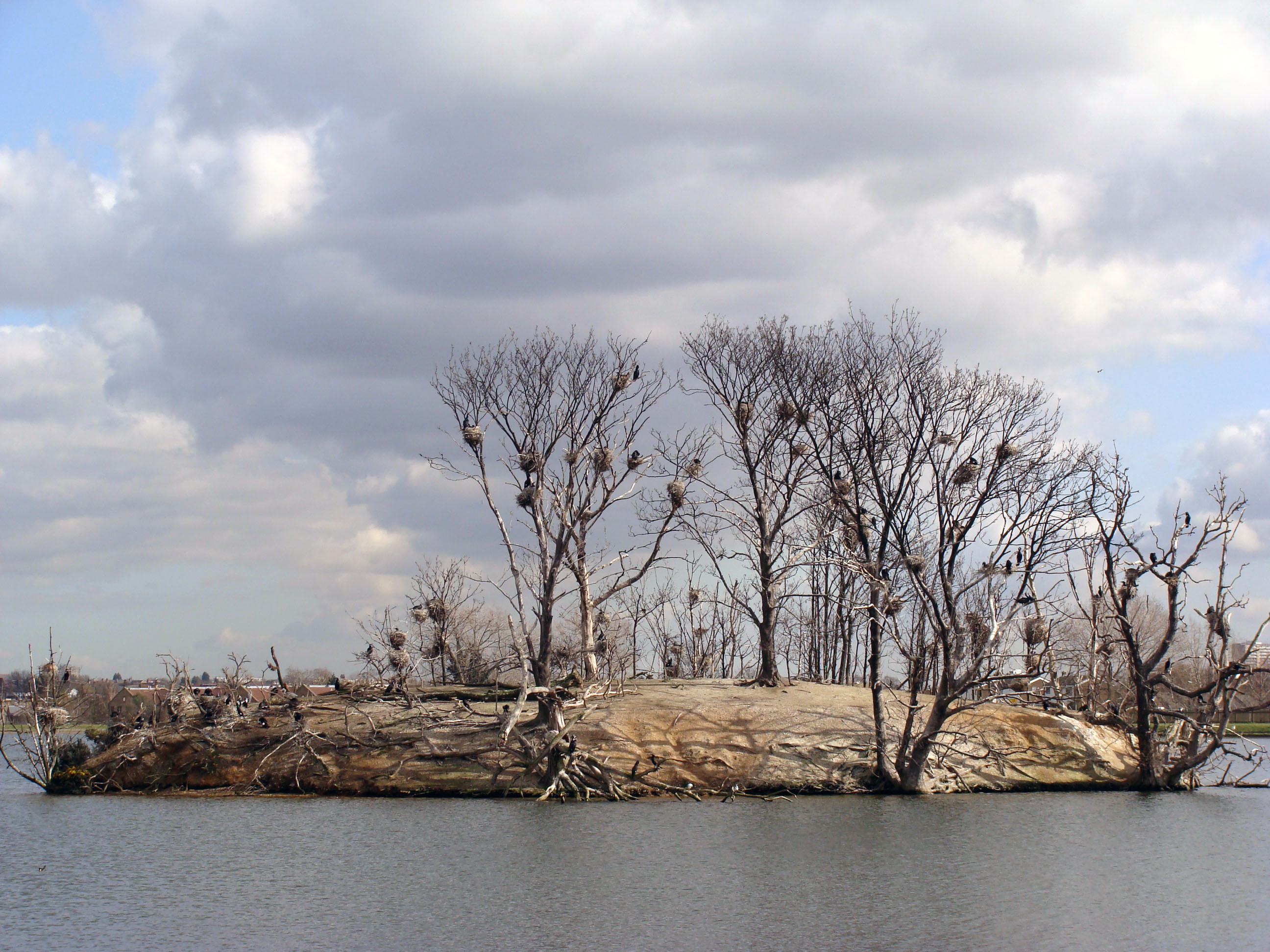
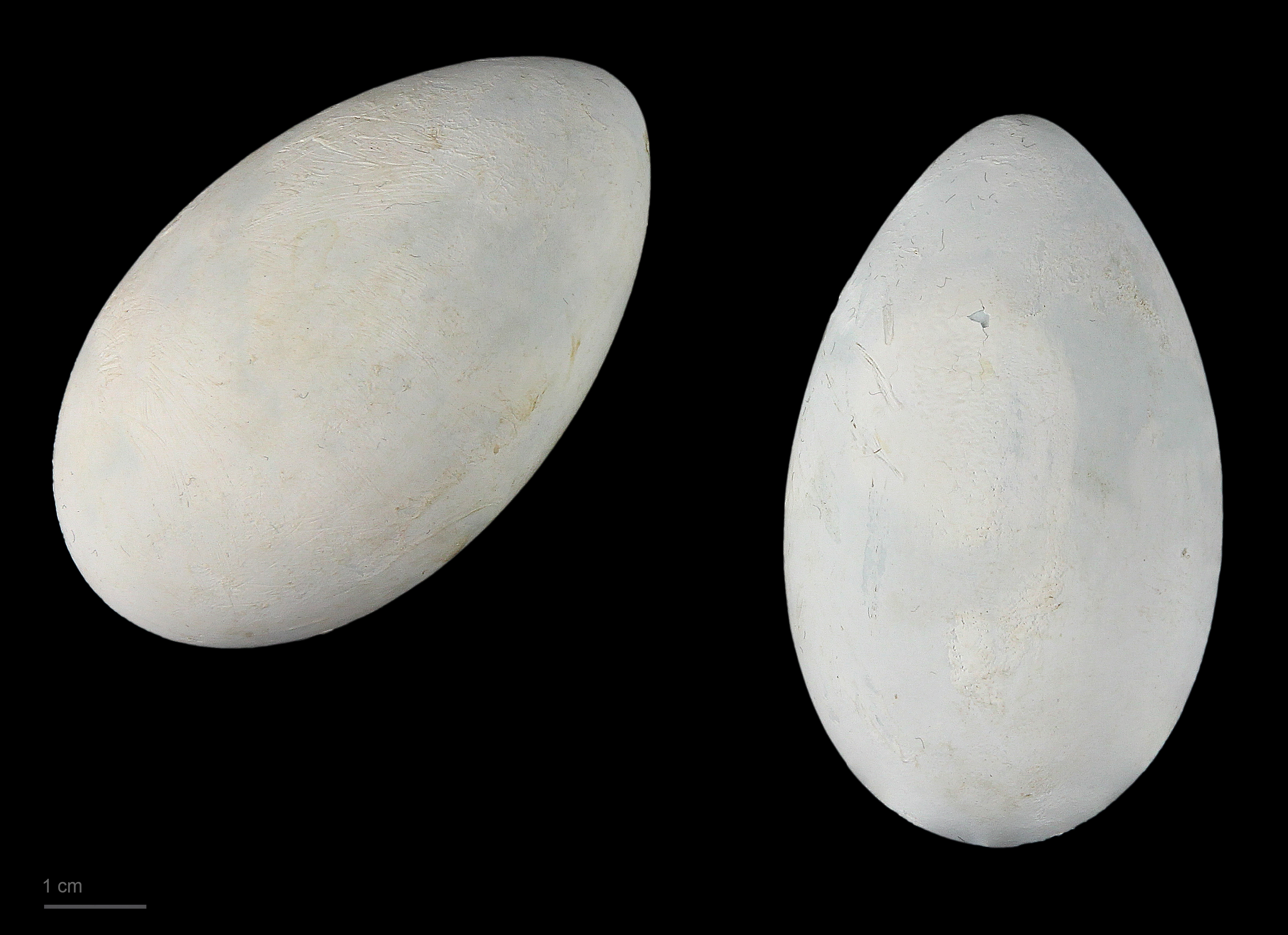
Museum specimen